# 藤原雅材
藤原 雅材（ふじわら の まさき）は、平安時代中期の貴族。藤原北家魚名流、肥前守・藤原経臣の子。官位は従五位下・右少弁。

## 経歴
村上朝の天暦9年（955年）文章生試宣旨を受け、天徳元年（957年）2月に藤原実頼が『世説』を講ぜさせた際には文章生として尚復を務める。同年文章得業生となり、天徳3年（959年）8月の清涼殿詩合では右方の行事を務めた。天徳4年（960年）2月の釈奠に際して作成した詩序が評価されて六位蔵人に任ぜられる。のち、蔵人・文章得業生の傍らで、讃岐掾・播磨掾・備中介などを兼帯した。
冷泉朝末の安和2年（969年）大納言・藤原在衡が主催した尚歯会に参加し、翌天禄元年（970年）に従五位下・右少弁に至る。

## 逸話
『今鏡』に真材が六位蔵人に登用された経緯に関する逸話がある。
村上天皇の時代に枇杷大納言源延光が蔵人頭であったが、天皇からの覚えがめでたく、少しもその意向を違えることがなかった。しかしある時、天皇が不快な様子に見えたため、非常に恐れ多く思って、出仕せず引きこもっていたが、天皇から召されて急ぎ参内したところ、「ここ数年は（延光を）ひとかたならぬ信頼を置いて過ごしてきたが、残念なことに藤原真材という学生が作成した漢詩が非常に同情すべき内容であったものを、なぜ蔵人に登用すべきことを上奏しなかったのか。非常に信頼のしがいがないことである」との言葉があった。延光は弁解する機会もないまますぐに真材を蔵人に任じた。
（任官を伝える使者の）御倉小舎人が真材の家を探しあぐねて、通う女があると聞きつけて、その女の家を訪ねて、蔵人任官の旨を告げた。偶然、その家の主人の婿が蔵人所雑色で蔵人への任官に期待をかけていた時であったため、「私が任ぜられた」と喜んで、使者へ祝儀など任官祝のもてなしをするために、急ぎ親しい縁者などを集めて準備をしていたところ、小舎人は「雑色殿ではなく、秀才殿（真材）が蔵人になられたのです」と言った。不審に思って家の主人が「どういうことだ」と家人に尋ねたところ、雑色の妻の姉妹で賄いなどをしていた女房に、真材が密かに通って局に住みついていたのを、「このような人がいらっしゃいます」と家の女たちが言った。（主人は）「まさかそれは蔵人になるような者ではないはずだ。まちがいだろう」と言ったところ、小舎人は「その人です」と言ったので、雑色も主人も恥ずかしくなって「このような者が通っているから、こんな間違いが起きるのだ」として、その夜の内に局に通っていた真材を追い出してしまった。
このことがどうして天皇の耳に入ってしまったのだろうか、「気の毒なことだ、それでは出仕しようとしても、しかるべき装束なども準備できないだろう」と言って内蔵寮に命じ、内蔵頭が調達したさまざまな蔵人の装束を与えられて真材は殿上に参上した。
真材が作った漢詩は、釈奠の際の「鶴九つの皐に鳴く」という題名の詩序だったという。それは以下の内容であった。
（仙人を背に乗せて）廻り翔ろうと蓬萊山を望むが、未だその仙人に出会えていない。茅山には背に乗ってくれる仙人がいるかもしれないとも思うが、（仙人と出会うことができないうちに）白い上毛も無為に老いてしまった。
※自らを鶴にたとえ、名君に出会って用いられることのないまま、無為に老いていく状況を恨んでいる趣旨。

## 官歴
- 天暦9年（955年） 6月：文章生
- 天徳元年（957年） 日付不詳：文章得業生
- 天徳4年（960年） 5月5日：見六位蔵人正六位上[5]
- 時期不詳：讃岐掾[6]
- 応和元年（961年） 7月3日：播磨掾、元六位蔵人讃岐掾。7月7日：更補六位蔵人、文章得業生播磨掾如元[6]
- 応和2年（962年） 4月25日：見播磨権少掾正六位上文章得業生[7]
- 応和4年（964年） 2月20日：見備中介[8]
- 時期不詳：従五位下
- 天禄元年（970年） 右少弁[9]

## 系譜
『尊卑分脈』による。
- 父：藤原経臣
- 母：従五位上文令の娘
- 弟：藤原元命
- 妻：藤原中正の娘
  - 男子：藤原惟成（953-989）
- 生母不詳の子女
  - 男子：藤原通頼
  - 女子：源泰清室